# Vuurduin
Il Vuurduin è un faro situato a Vlieland, una delle Isole Frisone dei Paesi Bassi. Costruito in ghisa, è alto solo 9,5 metri ed è costituito dalla parte superiore del Faro basso di IJmuiden, che fu trasportata sull'isola. Il faro è aperto al pubblico e dotato di un guardiano, nonostante sia completamente automatizzato.

## Storia
La parte superiore del Faro basso di IJmuiden, progettata dall'architetto olandese Quirinus Harder, fu trasportata sull'isola di Vlieland nel 1909 e collocata su una delle dune più alte dei Paesi Bassi. Nonostante la sua scarsa altezza, ovvero solo 9,5 metri, essendo situato sulla Vuurboetsduin si trova a 51 metri sul livello del mare.
Nel 1929 fu costruito un belvedere rialzato nei pressi del faro.
Dal 1980 Il faro è un monumento nazionale protetto (Rijksmonument) visitabile nel corso della stagione turistica, viene inoltre utilizzato per celebrare matrimoni e vicino vi è un negozio di souvenir.
Nel 1986 la cupola fu rinnovata.

## Galleria d'immagini

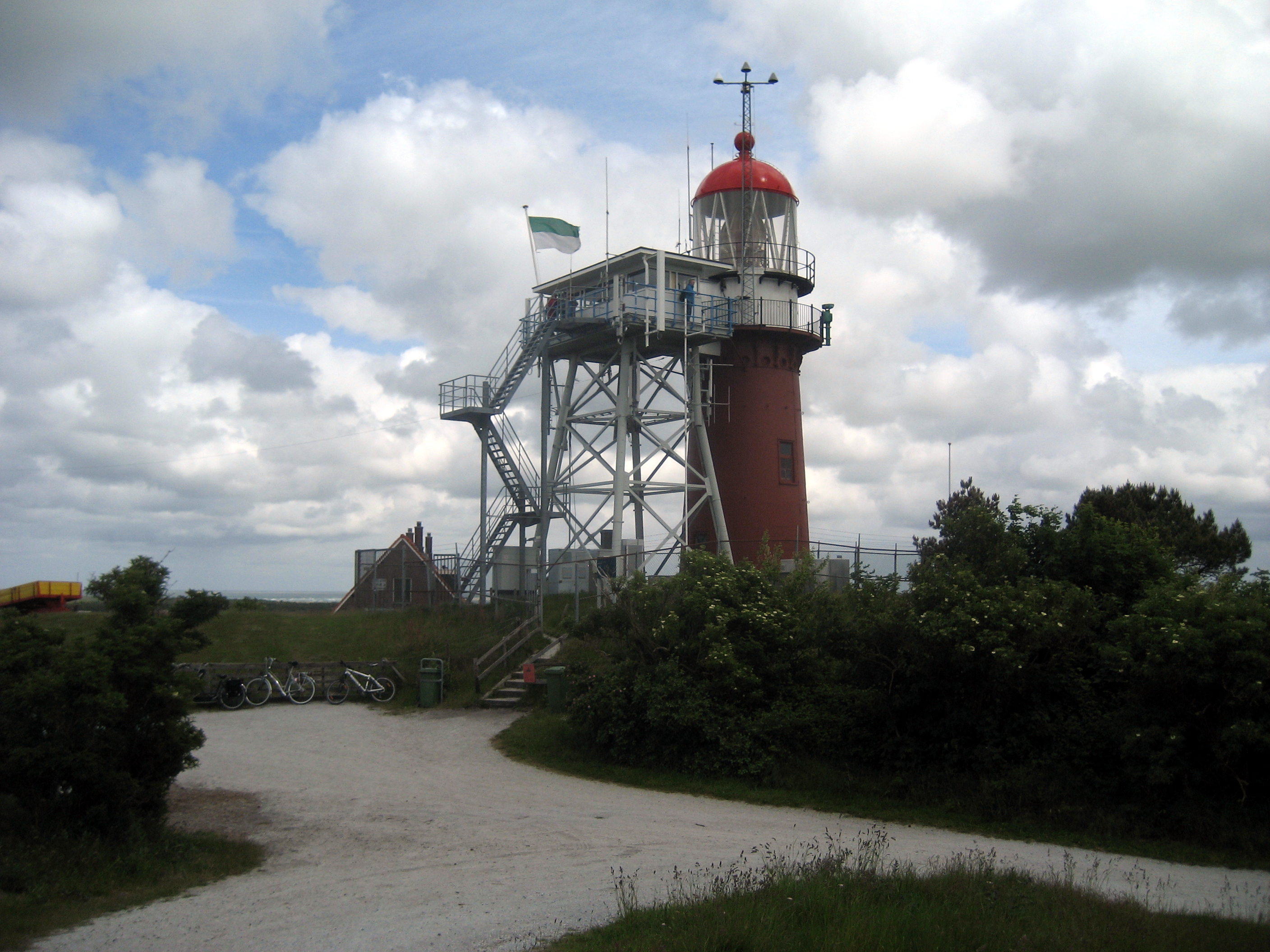
Il Vuurduin
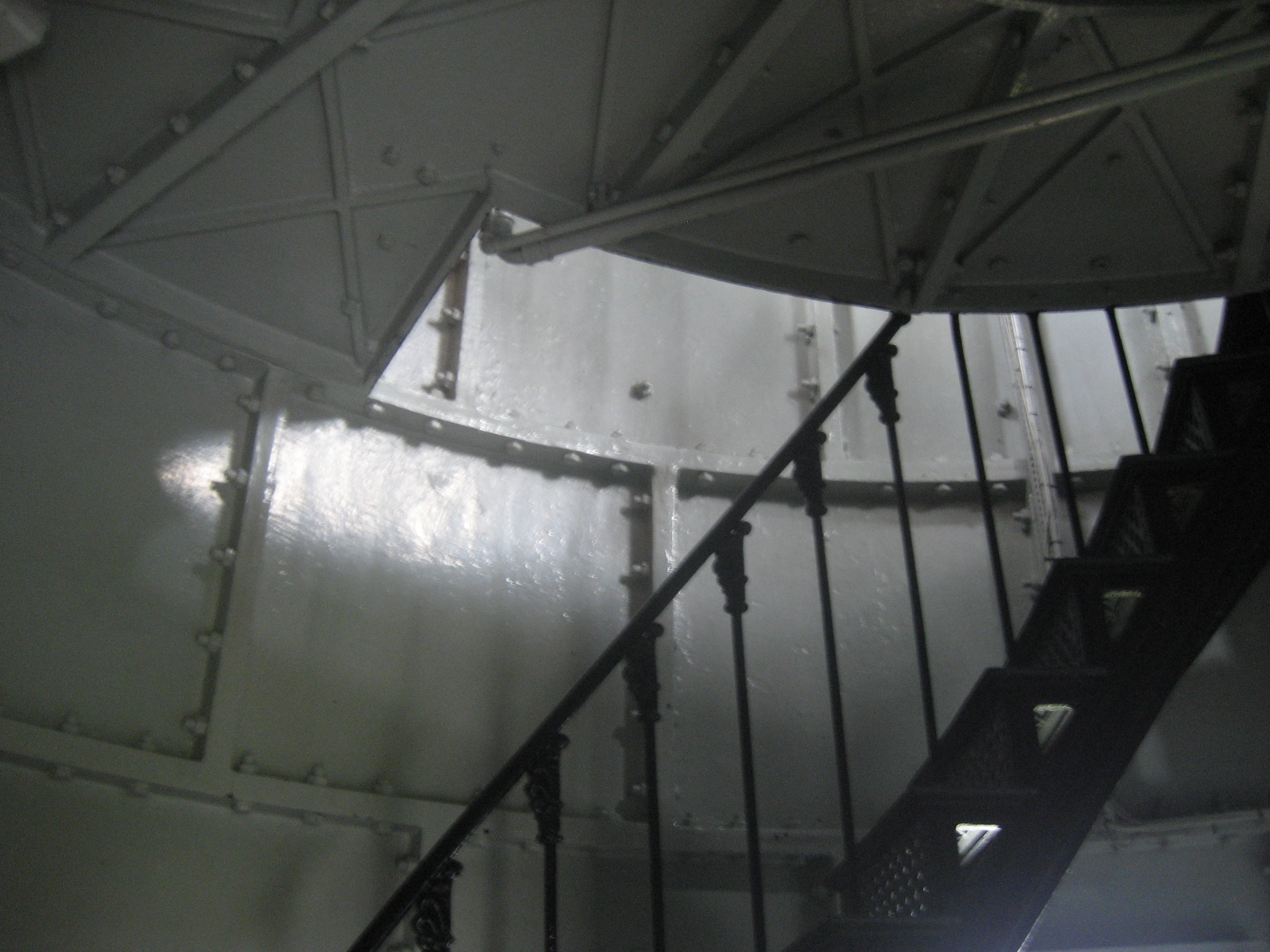
Scale del faro
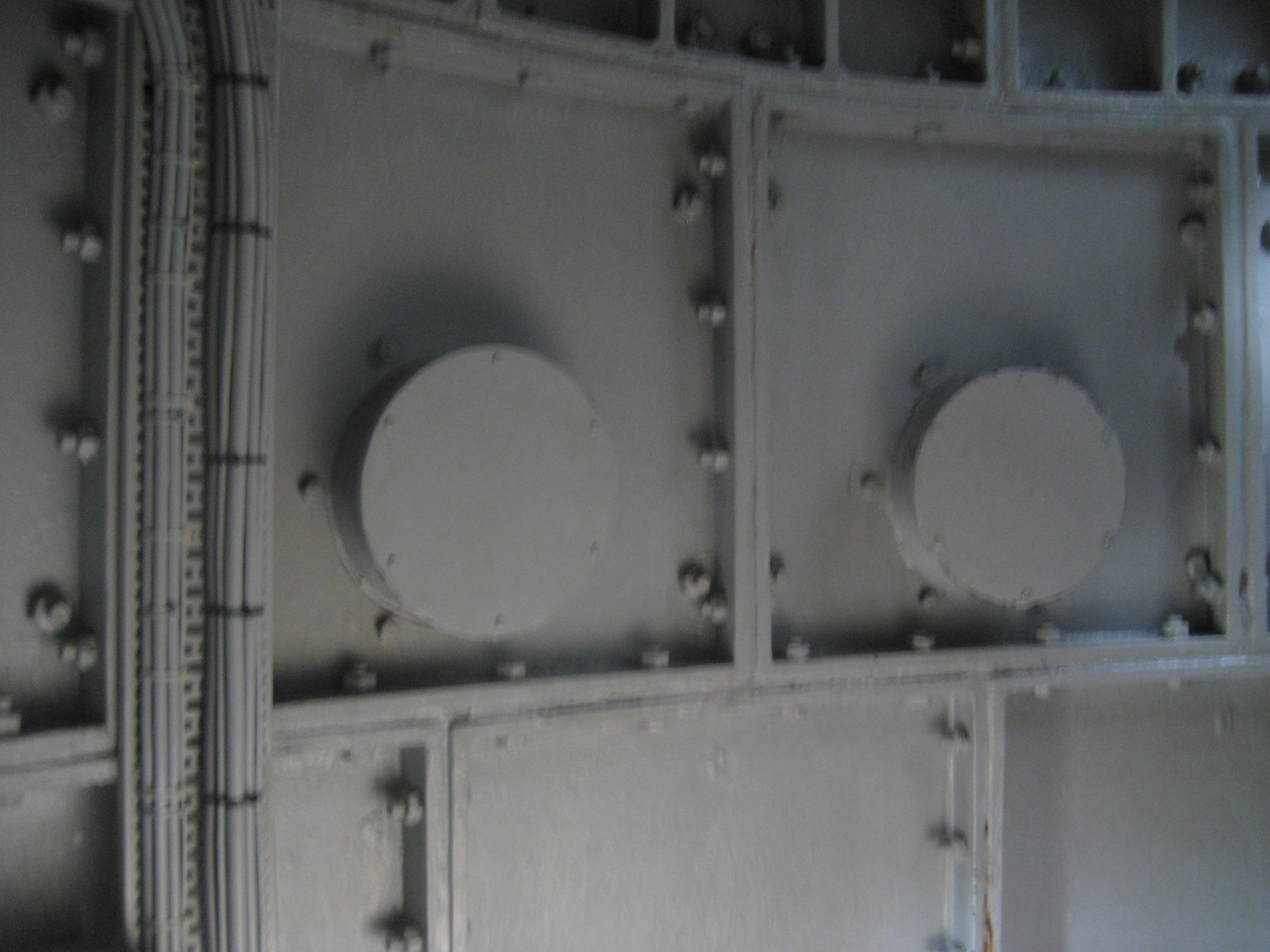
Interni in ghisa
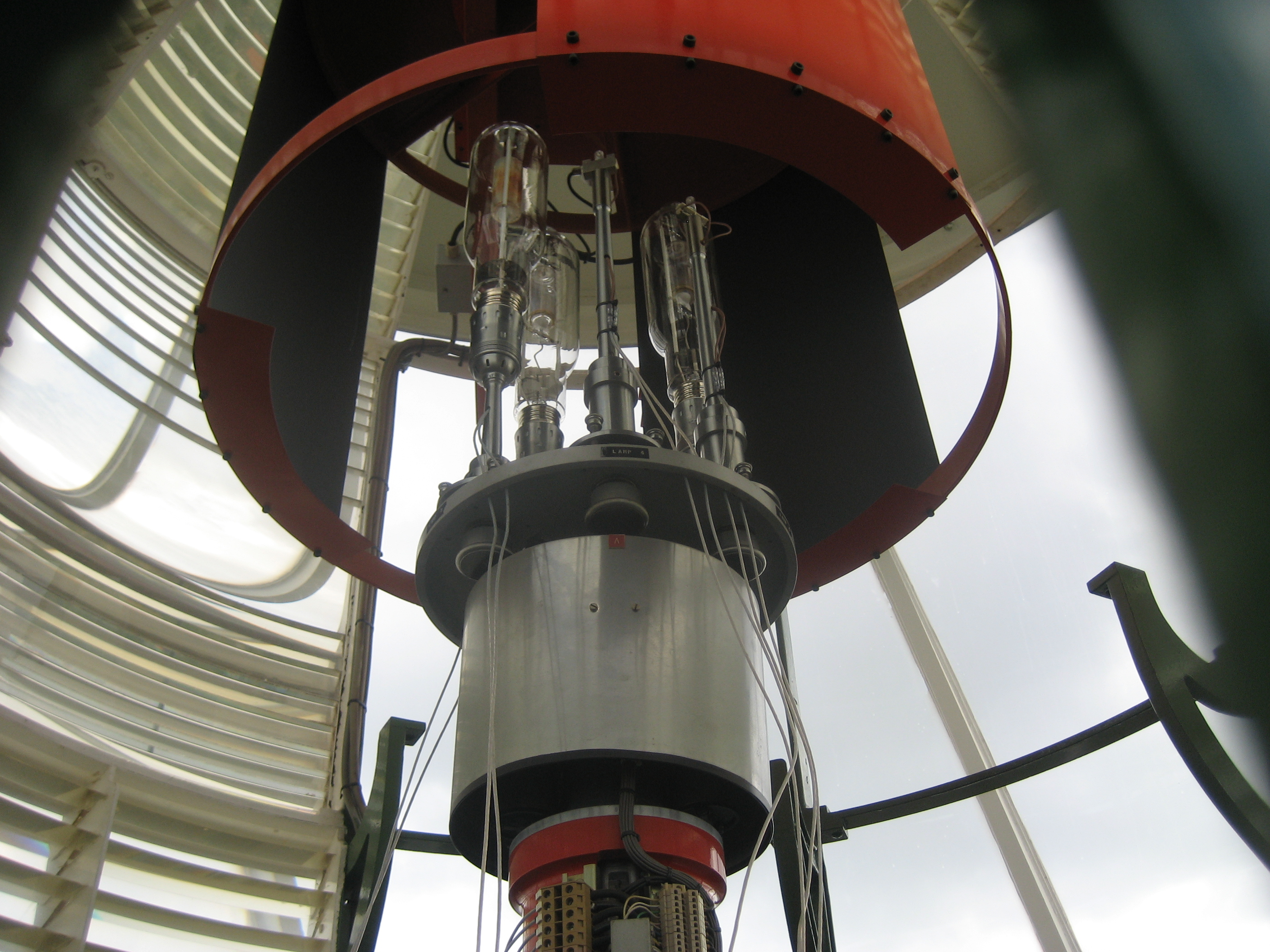
La luce
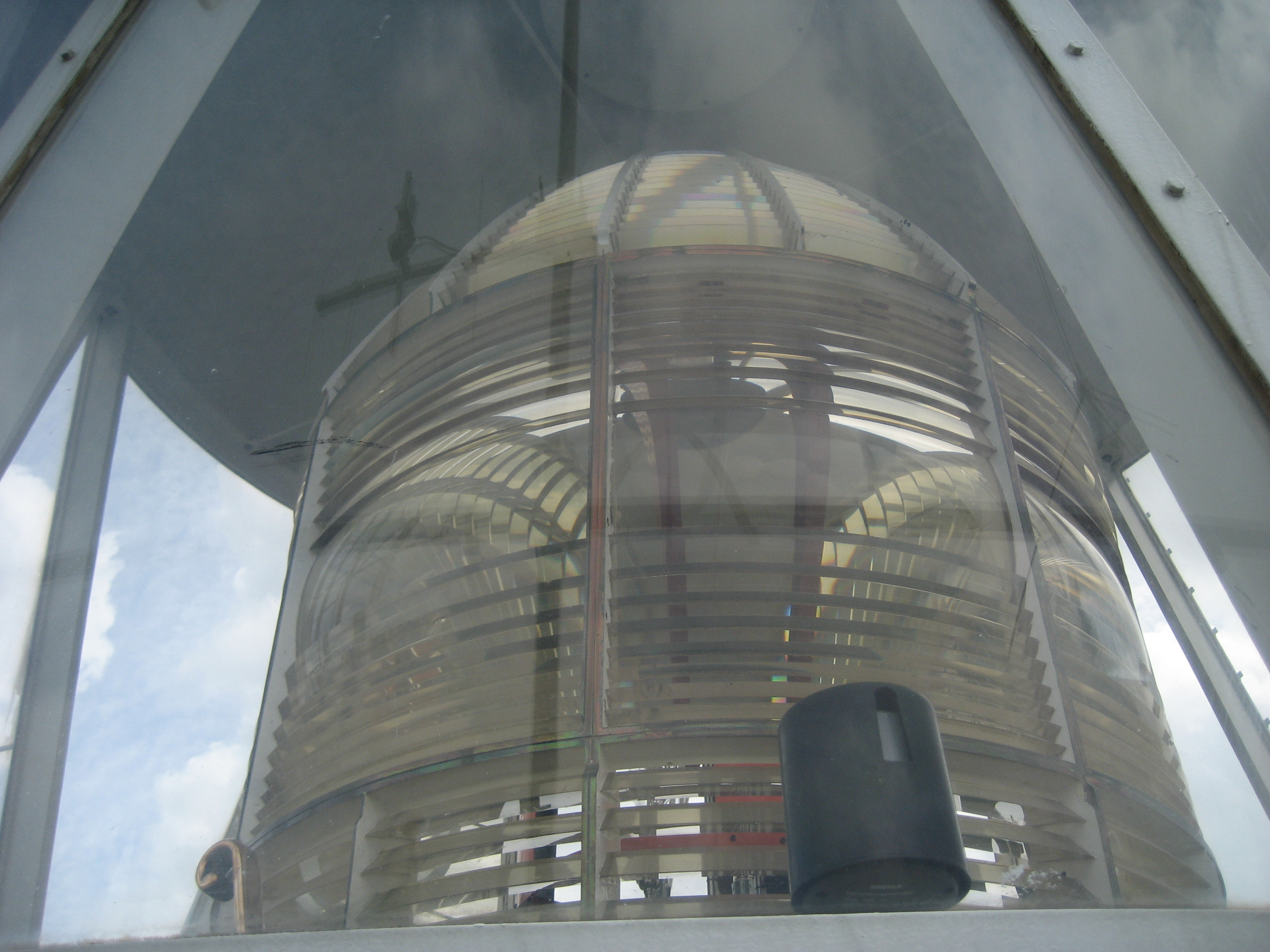
La cupola di vetro del faro
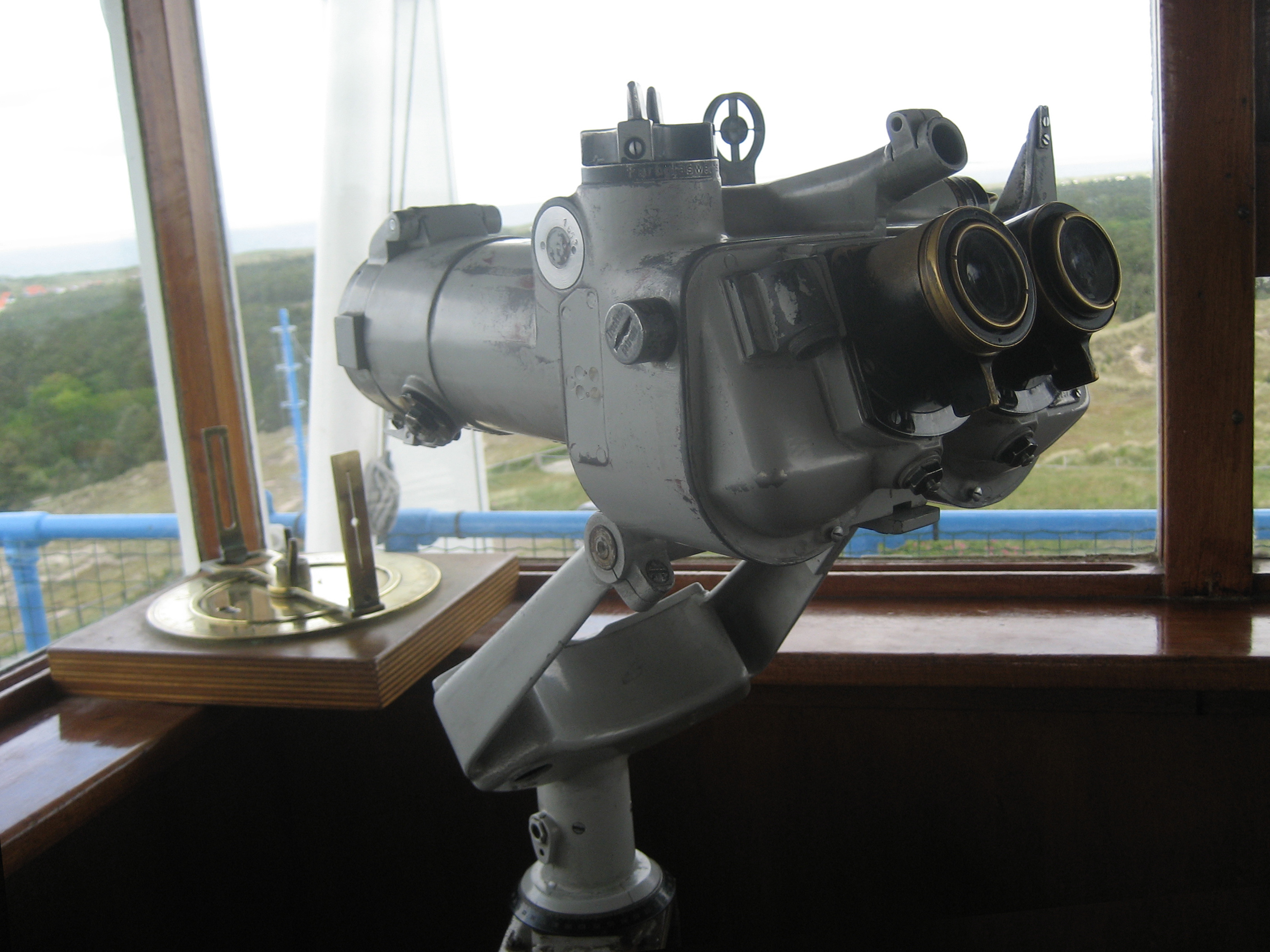
Binocolo nel faro